# Бабакове (заказник)
Баба́кове — гідрологічний заказник місцевого значення в Україні. Розташований у межах Височанської громади Ніжинського району Чернігівської області, на захід від села Добропілля. 
Площа 12 га. Статус присвоєно згідно з рішенням Чернігівського облвиконкому від 27.12.1984 року № 454; від 28.08.1989 року № 164. Перебуває у віданні ДП «Борзнянське лісове господарство» (Борзнянське лісництвово, кв. 16). 
Статус присвоєно для збереження лучно-болотного природного комплексу, розташованого серед лісового масиву, в деревостані якого осика, вільха, ясен та інші.
Екосистема заказника являє собою евтрофне осокове болото, де зростають осока гостра та омська в заплаві річки Десна. Має важливе значення як регулятор водного режиму прилеглих територій.